# Stirobracon ruficornis
Stirobracon ruficornis är en stekelart som beskrevs av Cameron 1912. Stirobracon ruficornis ingår i släktet Stirobracon och familjen bracksteklar. Inga underarter finns listade i Catalogue of Life.